# Unión Lara
Unión Lara Fútbol Club is een Venezolaanse voetbalclub uit Barquisimeto. De club werd in 1999 opgericht en speelt in de Segunda División.